# Liushi zhong qu
Liushi zhong qu 六十种曲 („Sechzig Qu“), auch Jiguge Liushi zhong qu 汲古阁六十种曲 genannt, ist ein berühmtes chinesisches Sammelwerk (congshu) von Nanxi (南戏 / 戏戲 / nánxì) und Chuanqi xiqu (传奇戏曲 / 傳奇戲曲 chuánqí xìqǔ)-Theaterstücken der chinesischen Oper (戏曲) aus der Zeit der Yuan- und Ming-Dynastie. Die sechzig Stücke umfassende Sammlung wurde von Mao Jin 毛晋 (1599–1659) in der Zeit der Ming-Dynastie zusammengestellt. Die bekannteste Ausgabe ist die aus dem Kaiming shudian (开明书店/開明書店) in Shanghai aus dem 24. Jahr der Republik (d. h. dem Jahr 1935). Reprints erfolgten später durch den Verlag Zhonghua shuju.
Stücke wie Pipa ji 琵琶记 von Gao Ming 高明 aus der Zeit der Yuan-Dynastie und Der Päonien-Pavillon (chin. Mu dan ting ji 牡丹亭记 bzw. Huan hun ji 还魂记 / 還魂記 / Die Rückkehr der Seele) von Tang Xuanzu 汤显祖der Zeit der Ming-Dynastie fanden darin Aufnahme.

## Alphabetische Übersicht
Pinyin (Getrenntschreibung) / Kurzzeichen / Langzeichen
1. Ba yi ji 八义记 / 八義記
2. Bai tu ji 白兔记 / 白兔記
3. Bei xi xiang 北西厢 / 北西廂
4. Cai hao ji 彩毫记 / 綵毫記
5. Chun wu ji 春芜记 / 春蕪記
6. Dong guo ji 东郭记 / 東郭記
7. Fei wan ji 飞丸记 / 飛丸記
8. Fen xiang ji 焚香记 / 焚香記
9. Guan yuan ji 灌园记 / 灌園記
10. Han dan ji 邯郸记 / 邯鄲記
11. Hong fu ji 红拂记 / 紅拂記
12. Hong li ji 红梨记 / 紅梨記
13. Huai xiang ji 怀香记 / 懷香記
14. Huan hun ji 还魂记 / 還魂記 (Mu dan ting ji 牡丹亭记)
15. Jiao pa ji 蕉帕记蕉帕記
16. Jie xia ji 节侠记 / 節俠記
17. Jin jian ji 锦笺记 / 錦箋記
18. Jin lian ji 金莲记 / 金蓮記
19. Jin que ji 金雀记 / 金雀記
20. Jing chai ji 荆钗记 / 荊釵記
21. Jing zhong ji 精忠记 / 精忠記
22. Long gao ji 龙膏记 / 龍膏記
23. Luan bi ji 鸾鎞记 / 鸞鎞記
24. Ming feng ji 鸣凤记 / 鳴鳳記
25. Ming zhu ji 明珠记 / 明珠記
26. Nan ke ji 南柯记 / 南柯記
27. Nan xi xiang 南西厢 / 南西廂
28. Pi pa ji 琵琶记 / 琵琶記
29. Qian jin ji 千金记 / 千金記
30. Qin xin ji 琴心记 / 琴心記
31. Qing shan ji 青衫记 / 青衫記
32. San yuan ji 三元记 / 三元記
33. Sha gou ji 杀狗记 / 殺狗記
34. Shi hou ji 狮吼记 / 獅吼記
35. Shuang lie ji 双烈记 / 雙烈記
36. Shuang zhu ji 双珠记 / 雙珠記
37. Shui hu ji 水浒记 / 水滸記
38. Shuo yuan gai ben huan hun ji 碩園改本還魂記
39. Si xi ji 四喜记 / 四喜記
40. Si xian ji 四贤记 / 四賢記
41. Tan hua ji 昙花记 / 曇花記
42. Tou suo ji 投梭记 / 投梭記
43. Huan sha ji 浣纱记 / 浣紗記
44. Xi lou ji 西楼记 / 西樓記
45. Xia jian ji 霞笺记 / 霞箋記
46. Xiang nang ji 香囊记 / 香囊記
47. Xiu ru ji 绣襦记 / 繡襦記
48. Xun qin ji 寻亲记 / 尋親記
49. Yi xia ji 义侠记 / 義俠記
50. You gui ji 幽闺记 / 幽閨記
51. Yu he ji 玉合记 / 玉合記
52. Yu huan ji 玉环记 / 玉環記
53. Yu jing tai ji 玉镜记 / 玉鏡臺記
54. Yu jue ji 玉玦记 / 玉玦記
55. Yu zan ji 玉簪记 / 玉簪記
56. Yun pi ji 运甓记 / 運甓記
57. Zeng shu ji 赠书记 / 贈書記
58. Zhong yu ji 种玉记 / 種玉記
59. Zi chai ji 紫钗记 / 紫釵記
60. Zi xiao ji 紫箫记 / 紫簫記